# Moldova 1
Moldova 1 è uno dei due canali televisivi pubblici della Moldavia, di proprietà della compagnia TeleRadio Moldova. Ha iniziato le trasmissioni il 30 aprile 1958, alle ore 19:00.
Nel 1974 ha iniziato le trasmissioni a colori, con il sistema SÉCAM.